# 佐藤岩昭
佐藤 岩昭（さとう いわあき、1955年7月1日 - ）は、日本の法学者。専門は民法。上智大学法学部教授・同法科大学院教授。新潟市出身。

## 功績
佐藤岩昭は前掲書で「訴権説」を提唱した。佐藤の唱える「訴権説」とは、詐害行為取消権が実体法上の権利と訴訟法上の権利とが融合していると考える学説である。それはローマ法のactio（アクチオ）や、フランス法のaction（アクスィオン）にその沿革的・比較法的根拠を求める学説である。
「訴権説」は、判例・通説（「相対的」取消概念）の理論的欠陥を鋭く指摘すると同時に、下森定、中野貞一郎の唱える責任説（「責任法的」無効概念）からの飛躍を主張した。
それとともに、同教授は、詐害行為取消訴訟に関する新たな訴訟構造論も提唱した。なお2004年の民法の口語化に伴う改正により、債権者取消権は詐害行為取消権という公式名称に変更された。

## 略歴
- 学歴　- 東京大学法学部卒業・東京大学大学院法学政治学研究科博士課程修了（指導教授は平井宜雄）。
- 学位　- 法学博士（東京大学）（学位論文「詐害行為取消権の効果に関する一試論」）。

## 主な著作
- 『詐害行為取消権の理論』（東京大学出版会、2001年）。